# Herbert Schneider
Herbert Schneider (* 23. března 1941 Wiesbaden) je německý muzikolog, emeritní profesor Sárské univerzity v Saarbrückenu v Německu.

## Dílo
V roce 1981 sestavil seznam děl J. B. Lullyho, tvořený chronologicky (nikoli tematicky = podle druhu skladby, jako např. BWV), podle data prvního uvedení skladby (premiéry).